# Meinrad Guggenbichler
Meinrad Guggenbichler, aussi appelé Johann Meinrad Guggenbichler (* 17 avril 1649 à Einsiedeln, Suisse ; † 10 mai 1723 à Mondsee, Haute-Autriche) est un sculpteur sur bois de la période baroque.

## Éléments biographiques
Meinrad Guggenbichler est né à Einsiedeln sous le nom « Guggenbüel ». Son père Georges est tailleur de pierre et architecte. À la mort de son père, il part avec son frère aîné Michael pour Dillingen où il termine son apprentissage. Depuis 1678, Guggenbichler est à la tête d'un atelier important installé à Mondsee.

## Œuvres

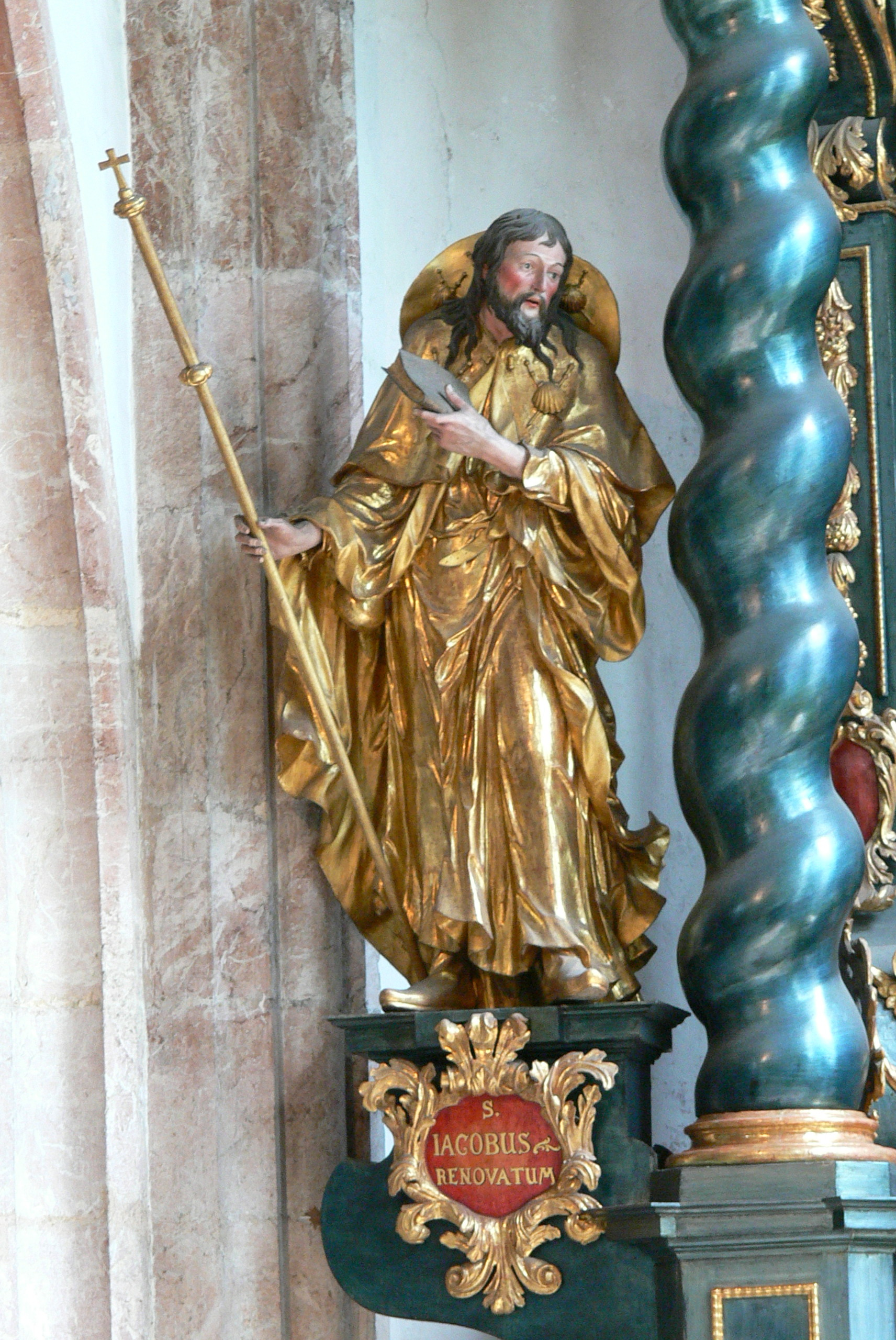
Saint Jacques, église paroissiale de Rattenberg.

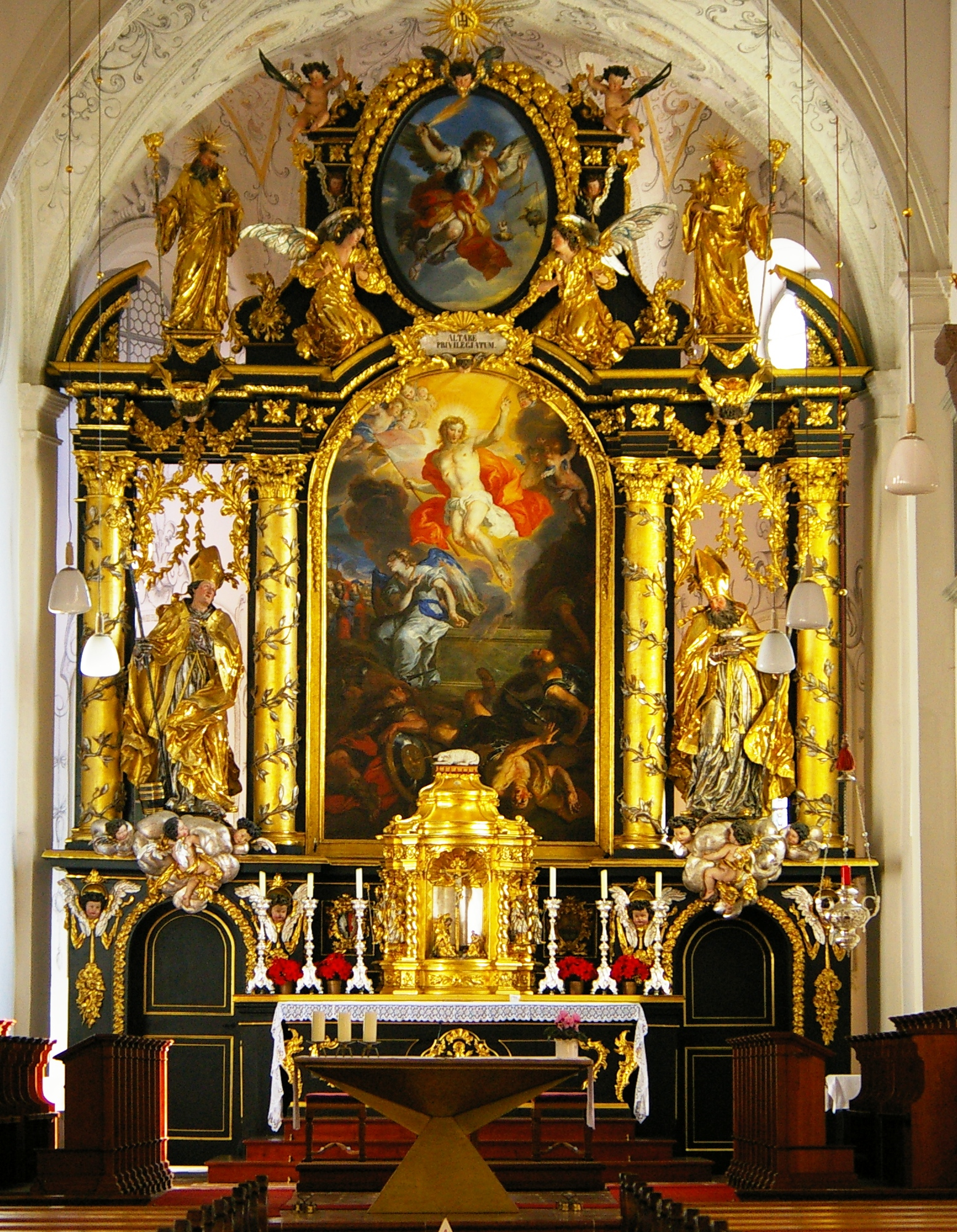
Maître-autel de l'église de l'abbaye bénédictine de Michaelbeuern

Ses premières œuvres dans le monastère Sankt Florian près Linz sont datées des années 1670. Dès 1675 il participe à la construction du maître-autel de l'église paroissiale de Straßwalchen dépendant à l'Abbaye de Mondsee a été constituée. De 1678 à sa mort il travaille comme un sculpteur attitré pour l'abbaye de Mondsee.
Ses travaux comprennent des autels à Straßwalchen, Mondsee, Irrsdorf (de), Lochen, Sankt Wolfgang im Salzkammergut, Oberwang, Michaelbeuern, église paroissiale de Rattenberg (Tirol) et Oberhofen am Irrsee et des statues pour Munderfing, Schleedorf et Maria Kirchental (de).
Des statues de saint Wolfgang et saint Boniface dans le chœur de l'église paroissiale Saint-Laurent de Tittmoning (de) datent des environs de 1700.